# 奥瓦拉多罗
奥瓦拉多罗，是西班牙加利西亚自治区卢戈省的一个市镇。 总面积111平方公里，总人口2377人（2001年），人口密度21人/平方公里。